# 瓦季姆·特罗扬
瓦季姆·阿纳托利約维奇·特罗扬（羅馬化：Vadym Anatoliiovych Troian；1979年9月12日—），烏克蘭政治家、軍事人物。
出生於哈爾科夫州，畢業於哈爾科夫國立內政大學。曾在該州的洛佐瓦警察局擔任調查員，2004年左右從民兵中退役。他酷愛體育運動，是基輔迪納摩足球俱樂部成員之一。
2014年亞速營成立後，他擔任亞速營的副指揮官及首任參謀長，曾參與解放馬里烏波爾和馬林卡的戰役。2014年11月，他被內政部長阿尔森·阿瓦科夫任命為基輔市警察局長。他是支持和參與內政部改革進程的首批官員之一，他解雇了參與亚努科维奇政府執行刑事犯罪的警察領導人，打擊經濟犯罪的官員，並積極建立一支新的警察部隊。
2016年11月16日，被任命為烏克蘭國家警察代理局長。2017年2月8日被任命為內政部副部長，至2019年被解除職務。2021年11月辭去烏克蘭國家警察代理局長職務。